# 메디팹
메디팹(Medifab)은 조직수복용 생체재료와 3D 프린팅 기술을 이용하여 실리콘, 필러를 대체하는 차세대 재건/성형 보형물을 개발 및 생산 공급하는 첨단바이오헬스케어 기업으로 대한민국 서울특별시 금천구 가산동에 위치하고 있다.

## 역사
- 메디팹(Medifab)의 창업은 2016.01.12 서울특별시 독산동에서 했으며, 생명공학 연구소 설립 및 여성기업 인증을 받으며, 서울보라매병원 협력연구 협약 및 산학협력 기술용역 개발과 2016년 창조경제 벤처창업대전 참가등의 활동을 진행하였고, 이중 가교를 갖는 3차원 세포배양 지지체 제조방법과 이중 가교를 갖는 하이드로젤 지지체를 제조하는 방법의 국내 특허 및 연구를 진행하였다.
- 그 이후 이중 가교를 갖는 3차원 세포배양 지지체 제조 방법에 대한 국내 특허와 Method for manufacturing three-dimensional cell culture support having double crosslink, and casting tray for manufacturing three-dimensional cell culture support 미국 특허를 받음과 동시에 조직수복용 생체재료와 3D 프린팅 기술을 이용하여 실리콘, 필러를 대체하는 차세대 재건/성형 보형물을 개발하고 있다.
- 그외 2021년 9월부터 두개안면골 복원·재건용 보형물을 생산 판매하기 시작하였다.

## 주요 사업 제품

### 3D 프린팅 의료기기

휴스테온

휴스테온 특성

- 휴스테온 메쉬는 메디팹이 자체 개발한 3D 바이오 프린팅 기술이 적용된 두개안면골 복원·재건용 보형물이다.
- 미국 식품의약국(FDA) 승인을 통해 생체 안전성이 입증된 생분해성 소재 '폴리 카프로락톤(PCL·Polycaprolactone)'을 3D 프린팅에 적용한 기술로, 적용 부위에 따라 다양한 크기와 두께, 강도를 가진 제품을 제공한다. 생분해성 제품인 만큼 함몰된 부위에 조직 재생을 도운 뒤 스스로 분해되는 게 특징이다.생분해성 두개안면골 복원 보형물을 자체 생산할 수 있는 것은 메디팹이 보유한 바이오프린팅 기술 덕분이다.
- 메디팹은 '오가노큐브(Organocube)'라는 바이오프린팅 기술을 작년 8월 독자적으로 확보했다. 오가노이드(Organoid)는 '장기(Organ)'를 뜻하는 단어와 '유사함(-oid)'을 뜻하는 접미사가 합쳐져 탄생한 신조어로, 실험실에서 만들어진 인공 장기를 의미한다.[1]

### 동물실험 대체 평가모델

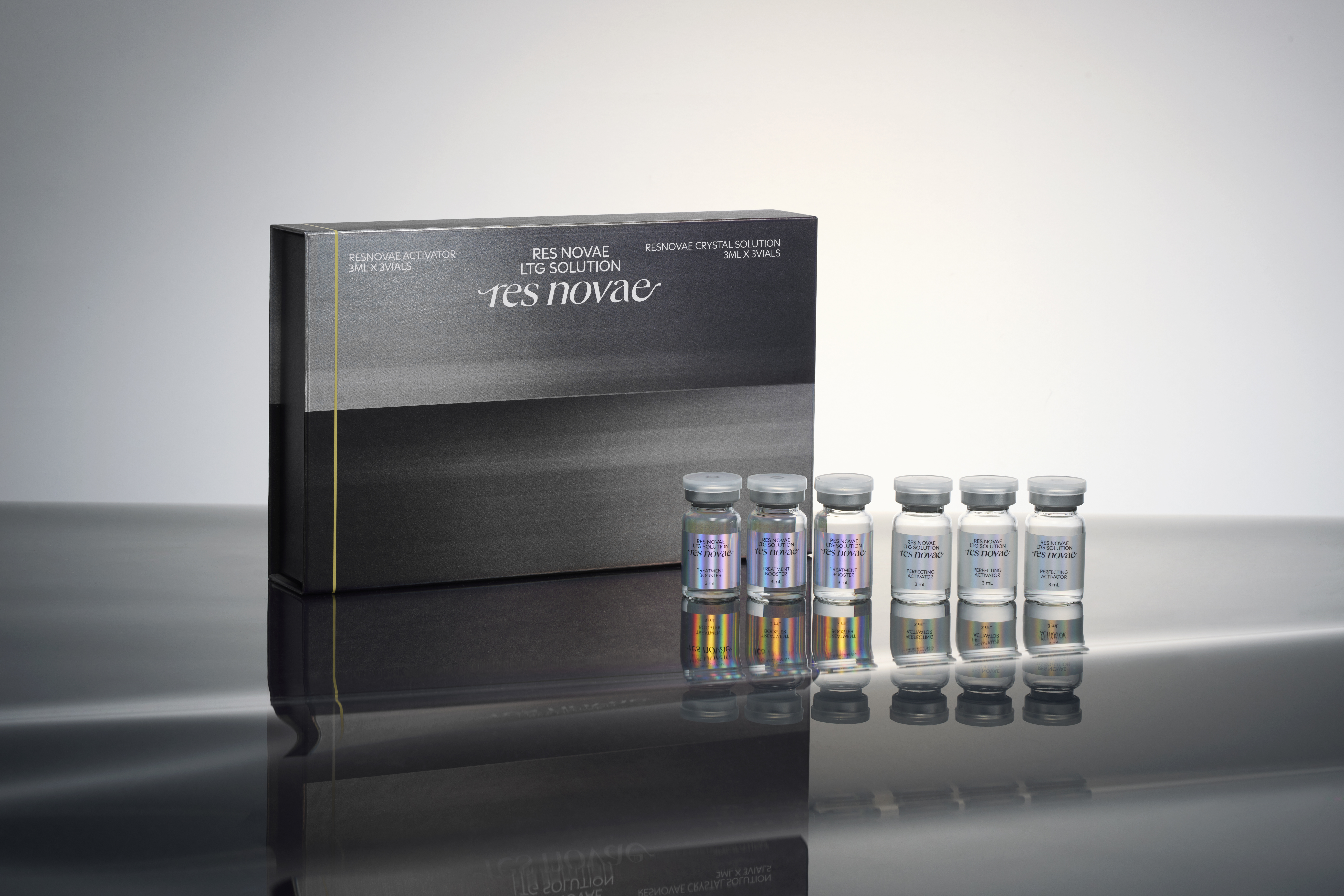
레스노베 제품 사진

- Cellrix 3D culture system은 무독성 천연폴리머를 세포외기질(ECM)로 사용해 캐스팅 몰드(casting mold) 기법을 통해 세포가 담지된 3차원 배양체를 형성한다.
- 실제 생체조직 환경과 유사한 3차원 세포배양 환경을 조성해 조직 재생, 오가노이드 및 스페로이드 형성 등 다양한 분야에 활용이 가능하다. 특히 삼차원 배양 후 세포를 안전하게 회수해 단백질, 유전자 분석 등의 후속 실험이 가능하며, 스페로이드의 대량생산에도 활용할 수 있다.[2]

### Medical product description
- 레스노베는 메디팹이 자체 개발한 세계 최초 키토산 소재의 메조테라피 스킨부스터이다.
- 키토산은 천연고분자 다당류 물질로 노폐해진 세포를 활성화하여 노화를 억제하고 면역력을 강화시켜 주는데  도움을 주며 인체 친화성이 뛰어나 안전하며 인체 내에서 생분해 되는것이 특징이다.

## 특허
- 국내 특허 | 출원 번호 1020160094327 | Preparing method of cell culturing scaffold with double crosslinking, | 2016.07.25 출원
- 국내 특허 | 출원 번호 2020170002879 | Casting tray for manufacturing 3 dimensional cell culturing scaffold, | 2017.06.08 출원
- 국내 특허 | 출원 번호 1020180157468 | Biocompatible structure comprising a hollow cage and method for manufacturing the same, | 2018.12.07 출원
- 국내 특허 | 출원 번호 1020190077251 | Thermosentitive chitosan hydrogel composition and bioinks composition comprising the same, | 2019.06.27 출원
- 국내 특허 | 출원 번호 1020190090492 | A manufacturing method for calcium phosphate hydrogel composition containing a constant content of calcium phosphate,  | 2019.07.25 출원
- 국내 특허 | 출원 번호 1020190090487 | An osteoporosis model comprising a calcium phosphate hydrogel composition and uses thereof,  |  2019.07.25 출원
- 국내 특허 | 출원 번호 1020200019990 | Development of dermal layer with shrinkage control, and preparation of artificial skin with uniform performance, | 2020.02.18 출원
- 국내 특허 | 출원 번호 1020200059944 | 3D printer using peltier element and heater, | 2020.05.19 출원
- 국내 특허 | 출원 번호 1020200109489 | 3D printer using screw extruder, | 2020.08.28 출원
- 국내 특허 | 출원 번호 1020210059515 | Production automation 3D printer using bed plate transfer apparatus,  | 2021.05.07 출원